# 133552 Itting-Enke
133552 Itting-Enke è un asteroide della fascia principale. Scoperto nel 2003, presenta un'orbita caratterizzata da un semiasse maggiore pari a 3,1874507 UA e da un'eccentricità di 0,1121712, inclinata di 17,13862° rispetto all'eclittica.
L'asteroide è dedicato all'astronoma namibiana, di origine tedesca, Sonja Itting-Enke, fondatrice dell'osservatorio Cuno Hoffmeister a Windhoek.